# SoLoMo
SoLoMo是风险投资人约翰·杜尔（John Doerr）在2011年2月提出的一个互联网概念。so即social（社会性），lo即local（本地性），mo即mobile（移动性）。这一概念的代表性网站有Facebook，Twitter，Foursquare等。

## 参看
- LBS